# Vettio Grato
Gaio(?) Vettio Grato (latino: Gaius Vettius Gratus; fl. 250) è stato un senatore e politico romano.
Proveniva probabilmente da una famiglia di origini italiche. Era imparentato (forse suo fratello) con Gaio Vettio Grato Attico Sabiniano, console del 242, e conseguentemente con suo padre Gaio Vettio Grato Sabiniano, console del 221.